# Omma rutherfordi
Omma rutherfordi är en skalbaggsart som beskrevs av Lawrence 1999. Omma rutherfordi ingår i släktet Omma och familjen Ommatidae. Inga underarter finns listade i Catalogue of Life.